# Al-Husajnijja (Idlib)
Al-Huajnijja (arab. الحسينية) – wieś w Syrii, w muhafazie Idlib. W 2004 roku liczyła 450 mieszkańców.